# Lạm (nước)
Lạm (tiếng Trung: 濫; bính âm: Làn) là một nước chư hầu nhỏ thời Xuân Thu mang họ Tào. Dưới thời Xuân Thu, quốc quân nước Chu là Di Phụ Nhan, tên tự là Nhan hay còn gọi là Bá Nhan, thụy hiệu là Chu Vũ công, sử gọi là Chu Tử Di Phụ hoặc Chu Nhan công.
Đương thời nước Tề đang dấy nghiệp bá chủ, Di Phụ Nhan hưởng ứng nước Tề, đi đến các nước bôn ba liên lạc. Nước Chu vốn là nước phụ thuộc của nước Lỗ, hành vi của Di Phụ Nhan đã khiến cho nước Lỗ cực kỳ căm giận, cho là có ý đồ phản nghịch, bèn vào triều vu cáo Di Phụ Nhan với Chu Hy vương, Di Phụ Nhan bị Chu vương tru diệt vào năm 678 TCN, sau khi Di Phụ Nhan bị giết, Chu vương ra lệnh cho người em cùng mẹ là Thúc Thuật tạm thời làm vua nước Chu. Thúc Thuật tên là Quần, có tài năng và đức độ, uy danh trong công tộc rất cao, nên gọi ông là Công tử Quần.
Thúc Thuật tạm nối ngôi vua hơn mười năm thì nỗi oan khuất của Di Phụ Nhan mới được rửa sạch, triều đình ban thụy hiệu là Chu Vũ công, rồi đem nước này giao lại cho con của Di Phụ Nhan là Hạ Phụ, Hạ Phụ kế vị, thụy hiệu là Chu Văn công. Hạ Phụ bèn phong cho chú mình là Thúc Thuật ở đất Lạm mà lập nên nước Lạm, trở thành thuộc quốc của nước Chu, về sau quốc quân cuối cùng của nước này là Hắc Quăng đầu hàng nước Lỗ vào năm 521 TCN, nước Lạm diệt vong.